# Mihal Sherko
Mihal Sherko (ur. 27 października 1887 w Korczy, zm. 1 grudnia 1964 w Kuçu) – albański historyk i dyplomata, w 1939 minister spraw zagranicznych.

## Życiorys
Pochodził z prawosławnej rodziny kupieckiej z Korczy. W 1915 ukończył studia na uniwersytecie w Odessie w zakresie historii i filologii. Studia zakończył doktoratem w 1915. W latach 1916–1921 pracował w Odessie jako nauczyciel języka łacińskiego. W latach 1921–1922 przebywał w Warnie. W 1924 powrócił do Albanii i rozpoczął pracę sekretarza generalnego w ministerstwie edukacji.
W 1925 założono w Tiranie pierwsze państwowe liceum, a Sherko został jego pierwszym dyrektorem. W 1929 Sherko zakładał Albańską Agencję Telegraficzną (ATSh) i Agencję Promocji Turystyki. W latach 20. publikował w czasopismach Jeta (Życie) i Shqiptarja (Albanka).
W kwietniu 1939 po inwazji włoskiej na Albanię, Sherko na polecenie włoskich władz okupacyjnych przejął kontrolę nad resortem spraw zagranicznych i zajął się jego likwidacją. W 1943 znalazł się w składzie rządu Eqrema Libohovy jako minister d.s. kultury, zasiadał także w pro-niemieckim parlamencie (Kuvendi Kombetar). Po przejęciu władzy przez komunistów w Albanii został aresztowany. W kwietniu 1945 stanął przed sądem wojskowym i został skazany na 20 lat więzienia. Zmarł w trakcie odbywania kary.
Był żonaty (żona Elena była Rosjanką), miał syna.